# Jaloo
Jade de Souza Melo (Casanhal, 6 de septiembre de 1987), más conocida por su nombre artístico Jaloo, es una persona brasileña profesional del canto, la composición, DJ y la producción musical. Se considera una de las personas más importantes de la música indie y electrónica de Pará. Tras una pausa entre 2022 y 2023, Jaloo regresó a las redes sociales afirmando su identidad no binaria, y utiliza pronombres femeninos.

## Trayectoria
Jaloo inició su carrera en el año 2010, realizando remezclas y mashups con artistas nacionales e internacionales, con el objetivo de demostrar el valor de la música del país, fusionándola con éxitos actuales de la música extranjera. Empezó a ganar protagonismo con "Trouble Pretin", una mezcla de "Pretin" de Flora Matos y "Double Boubble Trouble" de M.I.A.  Su remix "Oblivion Loló", una mezcla de "Oblivion" de Grimes y "Minha Vó Tá Maluca" de MC Carol, recibió elogios de la cantante original de Oblivion. En 2014 lanzó el álbum Insight, con tres canciones originales y una versión de "Oblivion", de Grimes, que la cantante escuchó y elogió. El 5 de octubre de 2015, Jaloo lanzó "Ah! Dor!", el primer sencillo de su álbum debut. Este recibió un vídeo musical y fue publicado en YouTube.
El 23 de octubre de 2015 lanzó su álbum completo, llamado #1. El álbum está compuesto de 12 canciones de géneros como indietrónica, tecnobrega e indie pop, junto a ritmos brasileños.En enero de 2016, "A Cidade", una de las canciones del álbúm, estrenó un vídeo en vivo, convirtiéndose en el segundo sencillo de #1. En marzo de 2016, el cantante lanzó el tercer sencillo de #1, "Last Dance", canción que cuenta con un video musical que dirigió y escribió ella misma, que guarda relación con la portada del álbum. En abril de 2016, Jaloo lanzó el álbum ¡"Ah! Dor!" con un remix realizado por Boss In Drama.
En 2019 actuó en Rock in Rio, junto a grandes nombres de la música pará, como Gaby Amarantos, Fafá de Belém, Dona Onete, Manoel Cordeiro y Lucas Estrela, como parte del espectáculo "Pará Pop".
En 2021 Jaloo firmó la dirección y producción musical de "Purakê"; el segundo álbum de la cantante amazónica Gaby Amarantos.
En 2020, Jaloo inició su colaboración con la banda Strobo en el proyecto musical <i>Os Amantes</i>. Fue una colaboración muy esperada por los fanáticos, ya que ambos artistas tienen estilos musicales distintos pero igualmente de únicos e innovadores.
La primera muestra de esta colaboración fue el lanzamiento del sencillo "<i>Nobody</i>", que presenta la fusión característica de Jaloo con el sonido experimental y electrónico de Strobo.
La canción es una oda al amor y al descubrimiento personal, presentando la voz suave y cautivadora de Jaloo en contraste con los sonidos electrónicos y experimentales de Strobo. La canción gozó de una acogida muy positiva por parte del público y de la crítica musical, y muchos elogiaron la originalidad y fusión de estilos presentados en el tema.
Esta colaboración entre Jaloo y Strobo prometió traer novedades interesantes a la música brasileña. La asociación entre estos artistas es prueba de la creatividad e innovación que la música brasileña puede ofrecer, uniendo sonidos regionales con influencias globales en una combinación única y envolvente.

## Discografía

### Canciones
| Canción      | Datos |
| ------------ | --- |
| #1           | - Lanzamiento: 23 de octubre de 2015 - Formatos: CD, LP, descarga digital. - Sello discográfico: Skol Music |
| ft.(parte 1) | - Lanzamiento: 6 de septiembre de 2019 - Formatos: CD, descarga digital. - Sello discográfico: Elemess      |

### Álbumes
| Álbum          | Datos                                                                                                   |
| -------------- | --- |
| Female & Brega | - Lanzamiento: 23 de octubre de 2012 - Formatos: Descarga digital - Sello discográfico: Independiente   |
| Couve          | - Lanzamiento: 26 de noviembre de 2014 - Formatos: Descarga digital - Sello discográfico: Independiente |
| Insight        | - Lanzamiento: 26 de noviembre de 2014 - Formatos: Descarga digital - Sello discográfico: Skol Music    |

### Sencillos
Como artista principal
| Título                                       | Año  | Álbum        |
| -------------------------------------------- | ---- | ------------ |
| "Baby"                                       | 2013 | Couve        |
| "Bai Bai"                                    | 2013 | Sin álbum    |
| "Downtown"                                   | 2014 | Insight      |
| "Insight"                                    | 2014 | Insight      |
| "Ah! Dor!"                                   | 2015 | #1           |
| "Last Dance"                                 | 2016 | #1           |
| "A Cidade"                                   | 2016 | #1           |
| "Chuva"                                      | 2016 | #1           |
| "Say Goodbye" (junto a BadSista)             | 2018 | Ft.          |
| "Céu Azul" (junto a MC Tha)                  | 2018 | Ft.          |
| "Cira, Regina e Nana" (part. Lucas Santtana) | 2018 | Ft.          |
| "Dói D+" (junto a Nave)                      | 2019 | Ft.          |
| "Q.S.A" (junto a Gaby Amarantos)             | 2019 | Ft.          |
| "Mau"                                        | 2023 | Por anunciar |

Como artista invitado
| Título                                          | Año  | Álbum     |
| ----------------------------------------------- | ---- | --------- |
| "Prostituto" (Deize Tigrona con Jaloo)          | 2013 | Sin álbum |
| "Chega" (Duda Beat con Mateus Carrilho y Jaloo) | 2019 | Sin álbum |
| "Banquete" (Davi Sabbag con Jaloo y 1993agosto) |      |           |
| "Tchau" (Gaby Amarantos con Jaloo)              | 2021 | Purakê    |

### Otras apariciones
| Título                    | Año  | Otros artistas           | Álbum          |
| ------------------------- | ---- | ------------------------ | -------------- |
| "Malako"                  | 2013 | Jaloo & Viní             | Favela 3000    |
| "Onda"                    | 2019 | Mc Tha y Felipe Cordeiro | Rito de Passá  |
| "Calma"                   | 2020 | Sebastianismos           | Calma          |
| "Catastrópicos!"          | 2020 | Bemti                    | Catastrópicos! |
| "Lovezinho (Jaloo Remix)" | 2020 | Pabllo Vittar            | 111 deluxe     |
| "Batismo"                 | 2021 | Os Amantes               | Batismo        |
| "Linda"                   | 2021 | Os Amantes               | Batismo        |
| "BYE!"                    | 2021 | Os Amantes               | Batismo        |
| "Cotijuba"                | 2021 | Os Amantes               | Batismo        |

## Filmografía

### Cine
| Año  | Título          | Personaje |
| ---- | --------------- | --------- |
| 2018 | Paraíso perdido | Imán      |

## Giras
- Gira Insight (2014–15)
- Jaloo en vivo (2016–18)
- Gira Mestiço (2018–presente)